# El himno del Cucumelo

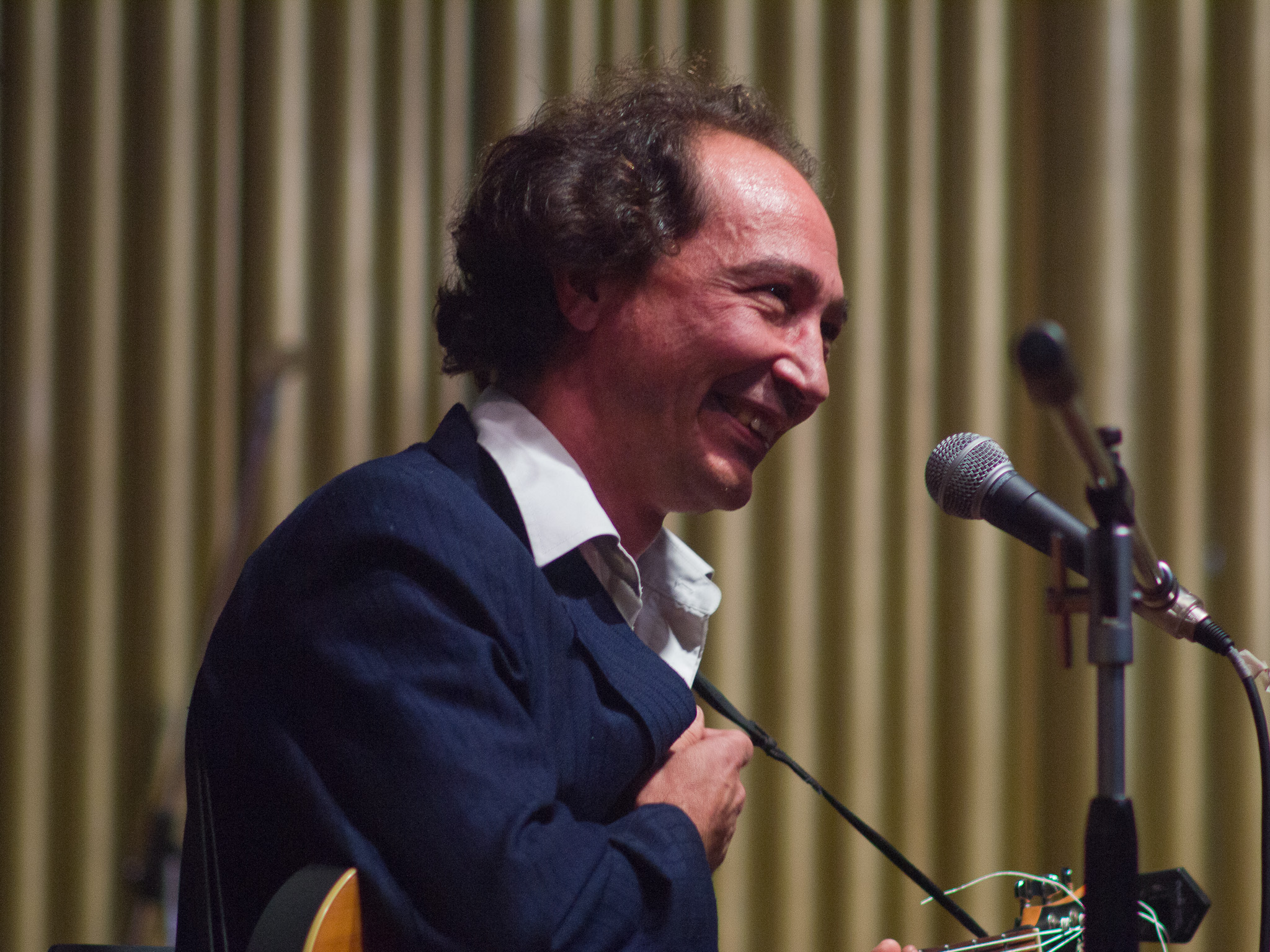
Hernán «El Cabra» de Vega, autor de la canción.

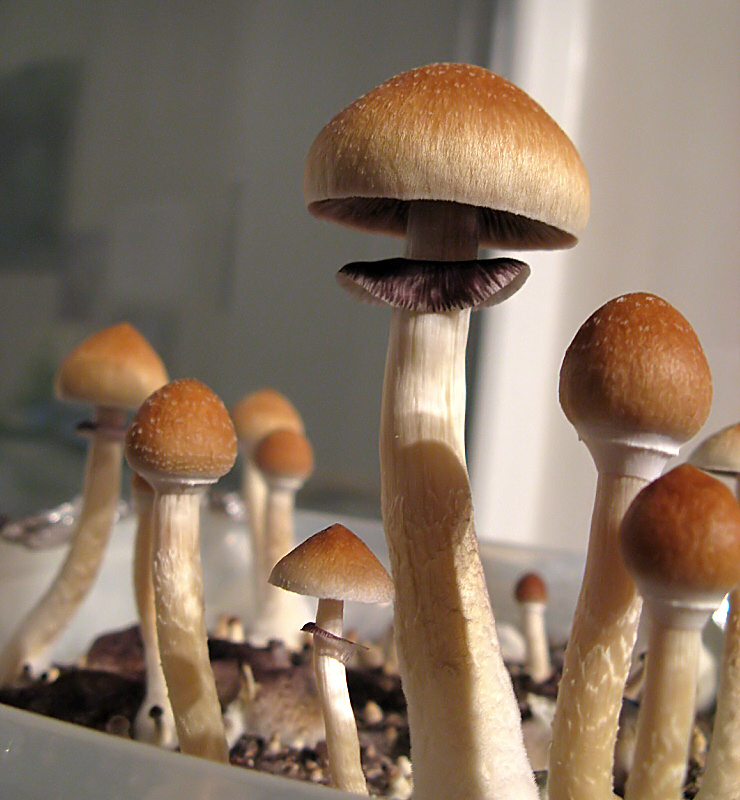
Psilocybe cubensis, hongo conocido en América del Sur como cucumelo.

«El himno del Cucumelo» o también conocida como «El cucumelo» o variantes como «Que cucu», entre otras; es una popular canción de estilo cumbia, escrita por Hernán de Vega, cantante, guitarrista y compositor del grupo de rock argentino, llamado Las Manos de Filippi. El tema fue originalmente incluido en un compilado llamado "Alta Atensión", que juntaba a varias bandas under del momento, contando con dos o tres canciones por banda. Posteriormente, para el disco debut de Las Manos de Filippi, "Arriba las manos, esto es el Estado", grabaron una versión más cercana al hardcore, renombrada como "Que cucu".

## Historia
La canción fue escrita por de Vega en el año 1996 y registrada en la Sociedad Argentina de Autores y Compositores (Sadaic), el  30 de junio del mismo año.

## Interpretación
La letra está dedicada al hongo alucinógeno psilocybe cubensis, que es abundante en el nordeste argentino, también conocido en Argentina, Chile, Paraguay y Uruguay como Cucumelo. Su letra es repetitiva y describe que su autor, que viaja a la provincia de Misiones, en el nordeste de Argentina y que como no llovía, este alucinógeno no crecía. Por la cual la letra expresa que llueva, para que dicho hongo crezca.

## Estilo
Esta canción tenía la particularidad de ser una cumbia, ritmo que en los años 1990, era totalmente despreciado por los músicos de rock, hacia la llamada Movida tropical. Debido al gran éxito obtenido con aquel corte, la compañía grabadora, propone que la banda grabara un disco completo de cumbias. En respuesta a este planteamiento, la banda crea un proyecto paralelo con el nombre de "Agrupación Mamanis", como intento de mantener intacto el sello creativo de Las Manos de Filippi, en el que vuelcan su parte más irónica y divertida.

Desde chico en las fiestas para que la gente se divierta se ponía cumbia. No entendía porque yo tenía una banda y no podía hacer cumbia.
Hernán de Vega.

En 1996, "Agrupación Mamanis" graba su primer y único álbum de estudio titulado Reír por no llorar, que incluía temas cumbias y también con otros ritmos tradicionales del interior de la Argentina, tales como el cuarteto. El éxito de Agrupación Mamanis fue totalmente inesperado, tuvo gran difusión en radios y fueron convocados a presentarse en grandes fiestas privadas.

## Versión de Rodrigo
En ese mismo año, el cordobés Rodrigo Bueno, edita su noveno trabajo de estudio, titulado Lo mejor del amor y lanza su versión del «El himno del Cucumelo» en ritmo de cuarteto, que logró mayor notoriedad que Las Manos de Filippi.